# Rikša
Rikša je vrsta prijevoznog sredstva, koje se pokreće ljudskom snagom (npr. nogama ili biciklom) i uglavnom ima mjesto za jednog ili dva putnika.
Riječ rickshaw je skraćenica japanskog izraza jinrikisha (人力车, 人 jin = čovjek, 力 Riki = snaga, 车 sha = vozilo), vozilo koje pokreće ljudska snaga. I u brojnim gradovima zapadne Europe danas je taksi-bicikl atrakcija za domaće i strane turiste. U brojnim zemljama južne i jugoistočne Azije još uvijek se rabi kao redovito prijevozno (taksi)-sredstvo. 